# Ossowice
Ossowice – wieś w Polsce położona w województwie łódzkim, w powiecie rawskim, w gminie Cielądz.
Wieś szlachecka położona była w drugiej połowie XVI wieku w powiecie bielskim ziemi rawskiej województwa rawskiego. W latach 1954–1959 wieś była siedzibą Ossowice, po jej zniesieniu Rawa Mazowiecka. W latach 1975–1998 miejscowość administracyjnie należała do województwa skierniewickiego.

## Zabytki
Według rejestru zabytków Narodowego Instytutu Dziedzictwa na listę zabytków wpisane są obiekty:
- kapliczka przydrożna (przy posesji nr 31), 1 ćw. XX w., nr rej.: 555 z 25.03.1981
- zespół dworski, XIX/XX w.:
  - dwór, nr rej.: 551 z 25.03.1981
  - park, nr rej.: 484 z 16.09.1978